# Wolfgang Schüller
Wolfgang Schüller (* 10. November 1943 in Zella-Mehlis) ist ein ehemaliger deutscher Skispringer.

## Werdegang
Geboren in Zella-Mehlis begann Schüller bereits als Kind mit dem Skispringen und entwickelt sich schnell zu einem aussichtsreichen Jugendtalent. 1960 wurde der Betrieb von Schüllers Eltern verstaatlicht, worauf diese in die Bundesrepublik flohen. Die Familie ließ sich in Mannheim nieder. Schüller bekam durch Sportfunktionäre des Skiverbandes Schwarzwald eine Lehrstelle in Schonach im Schwarzwald und zog dorthin um. So konnte er seine weitere sportliche Karriere mit der Lehre kombinieren.
Schüller fasste schnell Fuß im deutschen Junioren-Kader. In den Jugend- und Juniorenklassen gewann er insgesamt drei Titel in der Nordischen Kombination und im Skispringen. Trotz der Jugenderfolge spezialisierte er sich auf das Springen und war als Kombinierer später nur noch in seiner Freizeit aktiv. Bereits zur Vierschanzentournee 1960/61 startete er für das bundesdeutsche Skispringerteam. Jedoch konnte sich Schüller in keinem der vier Springen durchsetzen. Am Ende der Tournee erreichte er Rang 42 der Gesamtwertung.
1962 zog Schüller zurück nach Mannheim, um dort nach Abschluss seiner technischen Lehre eine kaufmännische Ausbildung zu absolvieren.
Zur Vierschanzentournee 1963/64 bestritt er nur das Springen in Oberstdorf und erreichte dabei mit Rang 12 sein bestes Einzelresultat. Jedoch brach er trotz dieses Erfolges nach diesem Springen die Tournee ab und kam damit in der Gesamtwertung nur auf Rang 71.
In Oslo startete Schüller bei der Nordischen Skiweltmeisterschaft 1966. Von der Großschanze erreichte er nach 73,5 und 65,5 Metern den 45. Platz. Von der Normalschanze trat er nicht an.
Bei den Deutschen Nordischen Skimeisterschaften am 20. Februar 1967 in Nesselwang gewann er im Einzelspringen seinen ersten Titel. Er siegte nach zwei 78-Meter-Sprüngen mit der Note 224,2 vor dem Oberstdorfer Heini Ihle und Lokalmatador Franz Keller aus Nesselwang.
Bei seiner letzten Vierschanzentournee 1968/69 landete Schüller noch einmal Rang 41 der Gesamtwertung und erreichte damit das beste Resultat seiner Karriere.

## Erfolge

### Vierschanzentournee-Platzierungen
| Saison  | Platz | Punkte |
| ------- | ----- | ------ |
| 1960/61 | 42.   | 713,6  |
| 1961/62 | 77.   | 345,1  |
| 1962/63 | 53.   | 435,0  |
| 1963/64 | 71.   | 383,0  |
| 1964/65 | 73.   | 165,8  |
| 1965/66 | 83.   | 302,9  |
| 1968/69 | 41.   | 662,3  |